# Lernplattform
Eine Lernplattform bzw. ein Lernmanagementsystem (LMS) ist eine Lehrtechnologie, die der Bereitstellung von Lernmaterialien und der Organisation von Lernvorgängen dient. Eine solche browserbasierte Lernumgebung besteht aus einem Content-Management-System und Kommunikationsmöglichkeiten wie Chats und Foren zwischen Lehrenden und Lernenden und fungiert damit als Schnittstelle zwischen beiden. Darüber hinaus können LMS zur Regelung des Informationsflusses und zur Kursverwaltung benutzt werden.

## Begriff
Unter dem Begriff Lernplattform bzw. Lernmanagementsystem versteht man ein Softwaresystem, das unter einer zentralen Oberfläche mehrere aufgabenspezifische Teilprogramme integriert, mit denen verschiedene Lernszenarien unterstützt werden. Ausgehend vom ursprünglichen E-Learning-Ansatz hat sich der Konsens entwickelt, dass das sogenannte Blended Learning die Lernaktivitäten der meisten Anwender am besten unterstützt, weswegen aktuell die meisten LMS diesen Ansatz verfolgen. Gemeinsam ist all diesen Lernumgebungen, dass sie Werkzeuge zur Erstellung, Kommunikation und Verwaltung von Lerninhalten, sowie zur Koordination von web-basierten Lernangeboten und zur Beurteilung der Lernenden enthalten.
Aufgrund der allgemeinen Akzeptanz und einfachen Benutzbarkeit von Webanwendungen hat sich diese IT-Architektur auch bei Lernplattformen durchgesetzt; diese bietet weiterhin den Vorteil der leichteren Integration verschiedener Dienste des World Wide Web. Dies führt u. a. zu einer Reduktion des Erstellungsaufwandes für Lerninhalte. Dabei werden die Lerninhalte in einer Datenbank verwaltet und den Lernenden nach Personalisierungsmaßnahmen zur Verfügung gestellt. Der individuelle Lernprozess wird vom System mitverfolgt (Tracking) und protokolliert. Lehrkräfte und Lernende kommunizieren, ohne eine zusätzliche Software installieren zu müssen, mit diesem System über einen gewöhnlichen Webbrowser. Im englischsprachigen Raum werden Lernplattformen häufig als VLEs (Virtual Learning Environments) bezeichnet, womit zusätzlich noch eine andere, nämlich pädagogische Orientierung von Lernplattformen angedeutet wird.
Lernplattformen zählen aufgrund der Vielzahl integrierter Anwendungsprogramme und Medienformaten zu den komplexesten Softwarearchitekturen auf dem Markt für E-Lösungen. Der Bereich E-Learning und damit auch der Markt der Lernplattformen expandiert, denn das Internet stellt eine optimale wissenschaftliche Lern- und Austauschplattform dar. Zusätzlich zeigen Unternehmen eine hohe Bereitschaft zur Investition in Aus- und Weiterbildung. Aus diesen Gründen lässt sich auch die Anzahl der LMS, die derzeit eingesetzt werden, nur schwer bestimmen, da neben den zahlreichen kostenpflichtigen auch verschiedene Open-Source- und proprietäre Insel-Lösungen existieren. Eine etwas ältere Quelle kommt auf ca. 250 LMS (180 bis 200 proprietäre Systeme und 50 bis 70 Open-Source-Systeme).
Abgrenzung
Im Gegensatz zu reinen Sammlungen von Lernskripten oder Hypertext-Kollektionen auf Webservern, zeichnen sich Lernplattformen durch folgende Merkmale aus:
- Benutzerverwaltung (Anmeldung)
- Kursverwaltung (Kurse, Verwaltung der Inhalte und Dateien)
- Differenzierte Rollen- und Rechtevergabe
- Kommunikationsmöglichkeiten (Chat, Foren)
- Werkzeuge für das Lernen (interaktives Whiteboard, Notizbuch, Annotationen, Kalender etc.)
- Darstellung der Kursinhalte, Lernobjekte und Medien in einem netzwerkfähigen Browser

## Einsatzszenarien
LMS richten sich primär an Schüler und Studenten, werden aber auch zunehmend in der Erwachsenenbildung oder zur Unternehmenskommunikation eingesetzt. Einsatzorte sind somit Universitäten, Schulen und Unternehmen. Folgende Einteilung beschreibt grob die Einsatzszenarien:
Präsenzlehre
Die Präsenzlehre kann mit Hilfe von multimedialen Lernmodulen ergänzt werden. Studierenden stehen die passenden Informationen und Materialien zum jeweiligen Kurs online zur Verfügung. Die Veranstaltung ist orts- und zeitabhängig. Folglich ist eine Plattform nicht zwingend notwendig.
Mediengestütztes Selbstlernen
Da keine Betreuung stattfindet, sind die Lernmodule zum selbstgesteuerten Lernen im Netz abrufbar. Das Lernen ist sowohl orts- als auch zeitunabhängig. Beim mediengestützten Lernen ist eine Plattform sinnvoll, jedoch kein Muss.
Distanzkurse
Bei dieser Lernform sind alle Phasen des Lehrens und Lernens netzgestützt. Betreuung und Übungen werden interaktiv über das Web abgewickelt. Diese sind ebenfalls orts- und zeitunabhängig. Auf eine Plattform kann demzufolge auch nicht verzichtet werden.

## Kennzeichen/Leitfunktionen
Virtuelle Lernumgebungen lassen sich anhand mehrerer Merkmalsdimensionen unterscheiden.
Multimodalität
Bei multimedialen Lernumgebungen werden verschiedene Codesysteme (Schrift, gesprochenen Sprache, Bilder, Graphiken, Musik…) verwendet und dabei mehrere Sinnesmodalitäten (Sehen, Hören…) angesprochen. Wird ein Text auf einem PC-Bildschirm mit zusätzlichen Abbildungen wie Grafiken und einem gesprochenen Dialog implementiert, spricht man von einer multimodalen Lernumgebung.
Adaptivität
Der Lernende lässt sich je nach Unterstützungsbedarf in Novize und Experte unterteilen. Da sich die lernende Person im Zeitverlauf vom Novizen zum Experten entwickelt, nimmt sein Unterstützungsbedarf kontinuierlich ab. Folglich ergibt sich für die Gestaltung virtueller Lernplattformen die Notwendigkeit, neben der Benutzerfreundlichkeit (Usability) auch durch angemessene Systemanpassung (Adaptivität) die Lernfreundlichkeit zu verbessern. Wichtig dabei ist, dass sich das Programm an Merkmalen des Lerners wie dessen Vorwissen, individuelle Lese- und Verarbeitungsgeschwindigkeit, systematische Fehler sowie individuell bevorzugte Lernstrategien orientiert.
Interaktivität
Der Begriff bezeichnet ursprünglich in der Sozialwissenschaft die gegenseitige Beeinflussung, wechselseitige Abhängigkeit und das „Miteinander-in-Verbindung-treten“ zwischen Individuen und sozialen Gebilden. In Bezug auf Computersysteme bezeichnet Interaktivität die Eigenschaft von Software, dem Benutzer Eingriffs- und Steuerungsmöglichkeiten anzubieten und ihm damit die Kontrolle über den Ablauf zu übergeben. Benutzer und Software gehen eine Wechselbeziehung ein. Neben einer one-to-many-Kommunikation findet zusätzlich eine one-to-one-Kommunikation zwischen Lernendem und Computer statt.
Distribution
Eine Lernplattform sollte der Verteilung von lernrelevanten Informationen dienen. Bei dieser Form des Lernens handelt es sich um eine one-to-many-Kommunikation. Die Aufgabe der Lernenden besteht hierbei darin, die virtuell dargebotene Information aufzunehmen, selbstgesteuert zu verarbeiten und umzusetzen.
Kollaboration
Die neuen Medien bringen örtlich getrennte Lernende miteinander in Kontakt, regen sie zur gemeinsamen Aufgabenbearbeitung im virtuellen Raum an und stoßen somit eine Kollaboration an. Es handelt sich um eine many-to-many-Kommunikation, bei der sich Interaktionen zwischen Personen ereignen, die gemeinsam eine Aufgabe bearbeiten. Die Rolle des Lehrenden als Initiator, Moderator oder Coach ist nicht zu unterschätzen.

## Funktionsbereiche
Komposition von Lerninhalten
Lerninhalte wie Texte können über eine Webschnittstelle in die Lernplattform integriert und strukturiert werden. Entsprechend einer vom Autor vorgegebener Struktur fügt das System selbständig Navigationshilfen hinzu. Es ist ebenfalls möglich, multimediale Inhalte über die Webschnittstelle hochzuladen, wobei die Dateiverknüpfungen automatisch nachgefügt werden.
Quizumgebung
Darunter versteht man eine Sammlung mehrerer interaktiver Fragen, wie z. B. Multiple Choice, Lückentexttest oder offene Fragen. Diese können ohne großen Aufwand online gestellt und verwaltet werden.
Kommunikation
Das System bietet zeitlich asynchrone und synchrone Werkzeuge zur Kommunikation an. Bei asynchronen Kommunikationswerkzeugen nehmen die Personen zeitlich versetzt miteinander Kontakt auf, z. B. durch E-Mails, Diskussionsforum, Schwarzes Brett etc. Daneben existieren noch zeitlich synchrone Werkzeuge wie Chat, Audio-/Videokonferenz oder Application-Sharing, welche zeitgleiche Kommunikation ermöglichen.
Tutorenwerkzeuge
Zugangsberechtigungen für Kurse, Bildung von Arbeitsgruppen und Betreuung der Studierenden werden durch die Tutoren geregelt. Außerdem verfolgen diese Aktivitäten im Kurs und prüfen eingereichte Arbeiten und Quizresultate. Über die oben erwähnten Kommunikationswerkzeuge können die Tutoren bei Bedarf mit den Studierenden in Kontakt treten.
Studentenwerkzeuge
Studierende haben die Möglichkeit, Annotationen am Kursmaterial anzubringen, Unterlagen auszudrucken, ihre Arbeit mit Hilfe eines Kalenders zu organisieren und die Lernumgebung nach eigenen Wünschen einzurichten.
Organisationswerkzeuge
Sie unterstützen Lehrende und Lernende bei der praktischen Organisation ihrer Arbeitsprozesse. Hierzu zählen z. B. Stundenpläne, Ressourcenverwaltungen, Aufgaben.
Benutzeradministrationen
Es existieren unterschiedliche Werkzeuge, mit denen die Administration wie (z. B. Kursregistrierung, Arbeitsgruppenbildung) vereinfacht werden. Zur Analyse des Benutzerverhaltens in der Lernumgebung gibt es noch zusätzliche Statistikwerkzeuge. Im Mittelpunkt steht die Untersuchung von Zugriffszahlen und -monitoring, Auswertung von Fragen, Verwaltung von Notenheften und Vergleiche innerhalb der Gruppe.

## Anforderungen
Man kann drei verschiedene Benutzergruppen und deren Anliegen unterscheiden. Zum einen die Ansprüche aus der Perspektive der Lernenden, der Lehrenden und letztlich die Forderungen der Betreiber und Administratoren.

### Anforderungen aus Sicht der Lernenden
Um die Lernplattform ortsunabhängig zu benutzen, sind webbasierte und plattformunabhängige Systeme von großem Vorteil, welche außerdem ohne tiefere Kenntnisse über die zugrunde liegende Technik vorauszusetzen benutzbar sind. Dadurch lässt sich eine wesentlich breitere Zielgruppe ansprechen.
Die Navigation sollte auf der Plattform intuitiv möglich sein oder schnell durchschaubar sein, also so gestaltet sein, dass man sie ohne eine gesonderte Belehrung/Anleitung über die Bedienung nutzen kann. Dies kann z. B. durch eine geordnete Struktur und Nachvollziehbarkeit der Pfade oder auch über eine einheitliche Gestaltung des Seitenlayouts ermöglicht werden.
Die Inhalte der Lernplattform sollten auf die jeweilige Zielgruppe abgestimmt sein und Korrektheit und Aktualität vorweisen können, darüber hinaus sollten interne wie externe Links möglichst aktuell und funktionierend sein. Außerdem sollte zum Vergleich weiterführende Inhalte angeboten werden.
Es sollte ein ausgewogenes Angebot gereicht werden von Inhalten in Form von Texten, multimedialen Elementen und Lernerfolgskontrollen.
Damit die Lernplattform für den Lernenden attraktiv wird, sollte sie über moderne webbasierte Kommunikationswege verfügen, außerdem die möglichst neusten multimedialen Technologien verfügen, also eine dynamische Struktur der Plattform, bei der man ohne großen Aufwand Medien integrieren kann.

### Anforderungen aus Sicht der Lehrenden
Die lehrenden Personen benötigen bei einer Lernplattform kaum Programmierkenntnisse, um an den Inhalten arbeiten zu können. Sie müssen sich jedoch in die Besonderheiten der jeweiligen Plattform einarbeiten.
Einmal bereit gestellte Inhalte können leicht aktualisiert und wiederverwendet werden. Die Wiederverwendbarkeit von erstellten Inhalten – Lehrmaterialien, Fragen-Pools etc. – sollte daher gewährleistet sein.
Da die Funktionen einer Lernplattform recht komplex sein können, ist eine Ansprechperson vor Ort notwendig. Um die Inhalte mit Standardsoftware sowie anderen Plattformen austauschen zu können, ist es aus Sicht der Lehrenden erforderlich, dass standardisierte Schnittstellen existieren.
Mobile Nutzungsmöglichkeit ist ein Muss. Zum Finden benötigter Informationen sollte eine Suchfunktion bereitgestellt werden. Insgesamt müssen Lernplattformen ständig weiterentwickelt werden.

### Anforderung aus Sicht der Betreiber, Entwickler und Administratoren
Für Betreiber und Entwickler kann es relevant sein Statistiken zu führen über die Erreichbarkeit und Nutzung von einzelnen Inhalten, Bereichen oder Modulen, um sich eventuell individuell an die Zielgruppe anzupassen und Unpraktisches zu entfernen oder umzuarbeiten und häufig Genutztes mehr anzubieten.
Templates als Rohmaterial von Seiten. Damit ist die Möglichkeit verbunden, für unterschiedliche Benutzergruppen gleiche Inhalte mit verschiedener Aufbereitungsform zu präsentieren, sowie die Möglichkeit für Designspezialisten die Inhalte nach neuesten didaktischen Konzepten umzuformen.
Durch die Existenz verschiedener Datenbanken erreicht man, dass verschiedene Informationen schnell und einfach eingebunden werden können. Außerdem kann über Standard-Packaging-Verfahren eine Portierung der Inhalte auf andere Plattformen erlauben.
Um die Inhalte auf einem gewissen Qualitätslevel zu halten, können Qualität-Management-Systeme errichtet werden, was bis hin zur Abbildung kompletter redaktioneller Kontrollmechanismen führen kann, wie Autoren, Redakteure und Lektoren.

## Formen / Kosten
Das Spektrum reicht von kommerziellen LMS, über diejenigen, bei denen nur der Support oder die Einrichtung bezahlt werden müssen, bis hin zu kostenlosen Systemen. Diese können sowohl in die IT-Infrastruktur integriert werden als auch von einem Application Service Provider (ASP) extern eingekauft werden.
Die zahlreichen Angebote lassen sich in verschiedene Gruppen einteilen.
Kommerzielle Plattformen
Von mittleren oder großen Softwareanbietern. Optimalerweise sollten bei der Erstellung Entwickler, Kommunikationswissenschaftler, Designer und Psychologen zusammenarbeiten.
Open-Source-Projekte
Bei Open-Source handelt es sich um Software, die im Quellcode veröffentlicht und frei zugänglich ist (üblicherweise auch in kompilierter Form, z. B. für Windows). Sie sind gemäß Lizenzbestimmungen wie der GNU GPL kostenlos und je nach Lizenz muss der Quellcode bei Weiterentwicklungen ebenfalls veröffentlicht werden. Die Anwender-Inhalte der Plattform sind davon nicht betroffen. Durch die Offenlegung soll erreicht werden, dass sich die Software ohne hohe Investitionssummen weiterentwickelt.
Universitäre Projekte
Heutzutage kommt nahezu keine Universität ohne eine selbst entwickelte Lernplattform zu Forschungszwecken aus. Dabei befinden sich derartige Lernsysteme auf verschiedenen Entwicklungsständen. Die Spannbreite reicht von auf Diplom- oder Promotionsarbeit basierenden Kleinstprojekten, die nur von einzelnen Lehrstühlen eingesetzt werden, bis zu im Verbund verschiedener Fachbereiche entwickelten Großprojekten.
Fachspezifische Projekte
Lernplattformen, die auf ein spezielles Thema oder auf Funktionalität abgestimmt sind. Meist werden derartige Plattformen entwickelt, wenn verfügbare Plattformen den Ansprüchen nicht genügen, z. B. dem Wunsch nach Durchführung von chemischen Versuchen und Projekten.
Ergänzende Projekte und Produkte
Neben den bereits beschriebenen plattformübergreifenden, vollwertigen Lernplattformen gibt es weitere zahlreiche proprietäre Insellösungen, Hilfsprogramme, Programme zur Erstellung interaktiver und multimedialer Inhalte, Live-Systeme und klassische Autorensysteme. Diese stellen zu den oben beschriebenen Lernsystemen eine sinnvolle Ergänzung dar.

## Liste von Softwareanbietern
- Übersicht freier Lernsoftware in der Kategorie:Freie Lern-Software.
- Proprietäre und quelloffene in der Liste von Learning-Management-Systemen.

## Lernplattformen an Schulen in Deutschland
Die aktuellen IT-Infrastrukturen verfolgen das Prinzip BYOD (= Bring your own Device) und ermöglichen damit eine sofortige Umsetzung, denn praktisch alle Lehrkräfte und die meisten Lernenden besitzen bereits Endgeräte. Die Anbieter versichern, dass ihre Applikationen den Vorgaben der DSGVO genügten und damit auch den Anforderungen der Landesschulbehörden, was regelmäßig angezweifelt wird.
In verschiedenen Bundesländern gibt es Lernplattformen, die oft auf den Open-Source-Plattformen Moodle oder ILIAS basieren. Edu-sharing, eine quelloffene, vernetzte Infrastruktur für den Austausch und die gemeinsame Nutzung digitaler Bildungsmedien, bildet den Kern einiger Landeslernplattformen. Schnittstellen zur Anbindung von Moodle, ILIAS und anderen Lernplattformen sind vorhanden. Die Bundesländer Brandenburg, Niedersachsen und Thüringen verwenden eine gemeinsam mit dem Hasso-Plattner-Institut Potsdam entwickelte HPI Schul-Cloud (heißt seit 2022 dBildungscloud). Diese Vorgehensweise soll eine optimale Anpassung der Software und Integration der Lehrerfortbildung sichern.
Auf dem Treffen der Kultusminister im Kanzleramt am 21. September 2020 wurde die „schrittweise Entwicklung einer Bildungsplattform durch den Bund“ festgelegt.
Bundesländer-Übersicht:
| Bundesland              | Systeme                                                                                        | Basis                 | Website                                |
| ----------------------- | ---------------------------------------------------------------------------------------------- | --------------------- | -------------------------------------- |
| Baden- Württemberg      | DAKORA (auf Moodle-Basis), itslearning, Moodle von BelWü                                       | Moodle, itslearning   |                                        |
| Baden- Württemberg      | Landesbildungsserver Baden-Württemberg                                                         | Moodle, BSCW          | https://www.schule-bw.de/              |
| Bayern                  | mebis - ByCS (BayernCloud Schule) (Vorgänger: BayernMoodle)                                    | Moodle                | https://mebis.bycs.de/                 |
| Berlin                  | Lernraum Berlin                                                                                | Moodle, itslearning   | https://www.lernraum-berlin.de/        |
| Bremen                  | itslearning                                                                                    | itslearning           |                                        |
| Brandenburg             | Schul-Cloud Brandenburg                                                                        | HPI Schul-Cloud       |                                        |
| Brandenburg             | itslearning (Vorgänger: Fronter)                                                               | itslearning           | https://de.itslearning.com             |
| Hamburg                 | LMS Lernen Hamburg auf Moodle-Basis und eduPort (Hamburg)                                      | Moodle, Logineo (NRW) | https://eduport.hamburg.de/            |
| Hessen                  | Schulportal Hessen                                                                             | Moodle                | https://schulportal.hessen.de/         |
| Mecklenburg- Vorpommern | itslearning                                                                                    | itslearning           |                                        |
| Niedersachsen           | Niedersächsische Bildungscloud (Basis: HPI Schul-Cloud mit Schnittstellen zu Moodle und ILIAS) | HPI Schul-Cloud       |                                        |
| Nordrhein-Westfalen     | Logineo NRW LMS                                                                                | Moodle                | https://logineonrw-lms.de/             |
| Rheinland-Pfalz         | Schulcampus RLP                                                                                | Moodle                | https://www.schulcampus-rlp.de/        |
| Saarland                | Lernwelt Saar                                                                                  | Moodle                | https://www.lernwelt.biz/              |
| Saarland                | Online-Schule Saarland                                                                         | Moodle                | https://online-schule.saarland/        |
| Sachsen                 | LernSax auf Basis von WebWeaver Schule                                                         | WebWeaver             |                                        |
| Sachsen                 | Opal                                                                                           | OLAT                  | https://www.opal-schule.de             |
| Sachsen                 | Sächsischer Bildungsserver: sbs moodle                                                         | Moodle                |                                        |
| Sachsen-Anhalt          | Bildungsserver Sachsen-Anhalt auf Moodle-Basis mit emuCLOUD, emuTUBE                           | Moodle-Basis          | https://www.bildung-lsa.de/            |
| Schleswig-Holstein      | itslearning                                                                                    | itslearning           |                                        |
| Thüringen               | Schulportal Thüringen                                                                          | HPI Schul-Cloud       | https://www.schulportal-thueringen.de/ |

Die Anmeldung der Schulen an den Lernplattformen der Bundesländer ist sehr unterschiedlich. Mehrere Bundesländer haben noch unter 50 Prozent (Stand August 2020) angemeldet. Einzelne Regelschulen streben nach Insellösungen.

## Vor- und Nachteile

### Vorteile
- Das Internet dient als dialogisches Kommunikationsmedium. In Foren, Chats oder per Whiteboards können sowohl Lernende untereinander als auch mit Lehrenden ortsunabhängig in Kontakt treten.
- Lernen findet in einem sozialen Kontext statt. Der Einsatz einer Vielzahl von Lernszenarien wie Übungsgruppen, Einzelarbeit oder On Line-Coaching steigert die Motivation und Lernbereitschaft. Außerdem ermöglicht die Hypermedia-Struktur ein nicht-sequenzielles Lernen.
- Mit Hilfe von Hyper-Medien werden Wissensbestände situations- und nutzerspezifisch organisiert. Da die jeweiligen Dokumente dem dazugehörigen Kurs und Sitzung zugeordnet werden, können die Benutzer jederzeit und ohne großen Aufwand gewünschte Inhalte finden, herunterladen oder drucken.
- Die Verwaltung von allgemeinen Lernprozessen stellt eine Unterstützung für die Lernenden dar. In diesem Zusammenhang sind vor allem Terminplaner, Notenverwaltung, Verwaltung von Gruppenarbeit, Vorlesungsverzeichnisse oder Anmeldemodalitäten zu Kursen zu erwähnen.
- Durch die Vergabe von Rechten kann der Informationsfluss gezielt gesteuert werden. Dabei entscheidet der Lehrende, welche Inhalte für welche Studenten oder Gruppen zugänglich sind.
- Die Vorteile für den Lehrenden bestehen vor allem in dem Angebot von zusätzlichen Werkzeugen zur Aufbereitung von Lerninhalten. Die Bandbreite erstreckt sich von einfachen Ankündigungen, Textdokumenten und Grafiken über Präsentationen, Handouts, Online-Tests und Dateimanager bis hin zu speziellen Anwendungen wie Whiteboards oder Tele-Tutoring.
- Dateien und Dokumente bleiben über einen längeren Zeitraum im System erhalten.
- Der charakteristischste Vorteil eines LMS ist jedoch, dass all diese Anwendungen „unter einen Hut“ gebracht werden.

### Nachteile
- Ausfall oder Absturz des Programms lassen sich nie völlig ausschließen. Damit sind die Nutzer abhängig von der technischen Funktionstüchtigkeit des Systems.
- Aufgrund des begrenzten Bildschirmplatzes sind den Lehrkräften gewisse Grenzen gesetzt.
- Die Navigation ist nicht immer einfach zu verstehen und muss z. T. erst erlernt werden. Für diesen zusätzlichen Navigationsaufwand benötigt man weitere kognitive Kompetenzen.
- Bedrucktes Papier wird wegen der besseren Lese-Ergonomie von vielen bevorzugt.

## Probleme
Urheberrechte können ein Problem beim Bereitstellen von Lehrmaterial sein. „Wir dürfen … Material kopieren, … wir dürfen es nicht digitalisieren. … Das steht natürlich im Widerspruch zu so einer Geschichte wie der Cloud.“ Diese Lücke füllen teilweise freie Lern- und Lehrmaterialien, bekannt unter dem englischen Begriff Open Educational Resources.
In den Vereinigten Staaten wurde digitales Lernen eingeführt, auch um Lehrkräfte einzusparen. Die wissenschaftliche Beweislage ist zwar dünn, es wurde aber festgestellt, dass soziale Unterschiede verstärkt werden und das Leseverständnis leidet.
In der Corona-Krise 2020 zeigten sich die Versäumnisse der Vergangenheit in Form von unfertigen und durch Schüleransturm oder Angreifer überlasteten Lösungen.